# كريبانط
الكريبانط أو مخفي الزهرة (الاسم العلمي:Cryptanthus) هو جنس من النباتات يتبع الفصيلة البروميلية من رتبة القبئيات.